# Hypolimnas mysolensis
Hypolimnas mysolensis är en fjärilsart som beskrevs av Talbot 1932. Hypolimnas mysolensis ingår i släktet Hypolimnas och familjen praktfjärilar. Inga underarter finns listade i Catalogue of Life.